# Stygologie
La stygologie est la science qui étudie la partie souterraine des « hydrosystèmes fluviaux » et du « continuum fluvial », des points de vue physico-chimiques et écologiques.

## Domaine d'étude
La stygologie est inter et transdisciplinaire. Elle fait notamment appel à des connaissances et outils de l'hydrographie, de l'hydrobiologie, de la géomorphologie, de la géologie, de l'hydroécologie, de la spéléologie et de l'écologie souterraine.
L'accès au milieu étant souvent difficile, là où la spéléologie n'est plus possible ou suffisante, les chercheurs doivent construire des modèles sur la base des données géologiques, géomorphologiques et des résultats de sondages et piézomètres souvent assez rares ou incomplètes.
La stygologie s'intéresse aussi à la faune des interstices des milieux marins, mais son autre domaine d'intérêt est - dans le domaine terrestre - le compartiment sous-fluvial ; l'annexe hydraulique souterraine du fleuve (ou de la rivière), qui évolue et coule sous le fleuve et en lien plus ou moins direct avec lui et avec ses annexes hydrauliques de surface, dans l'épaisseur même du substrat sous-jacent ou adjacent an fleuve, partout où de substrat est assez poreux (volume sédimentaire) ou karstique.
Cette masse d'eau dont l'inertie est plus importante est de plus en plus considéré comme un habitat en tant que tel, permanent ou intermittent, abritant des espèces (dites de la « stygofaune » (qui comprend aussi la faune des interstices des fonds sous-marins) et des biocénoses aquatiques (bactériennes à composantes invertébrées ou vertébrées plus complexes et évoluées).
Le champ d'étude de cette discipline est en grande partie le milieu hyporhéique (sous le courant et à faible courant qui est le milieu existant dans les interstices d'un sédiment ou substrat saturé en eau). On parle aussi des « eaux épigées ».

## Étymologie
- Le mot « stygologie » fait référence au Styx, la rivière qui traverse les enfers dans la mythologie grecque. Il a été créé par l’hydrobiologiste Husmann en 1971 avant d'être diffusé à partir de 1985 par les Éditions E.J. Brill[2].

Une revue spécialisée Stygologia traite de ces milieux et des espèces que les scientifiques y trouvent et décrivent.
- Les espèces vivant dans ces milieux sont dites « stygobies »

## Histoire

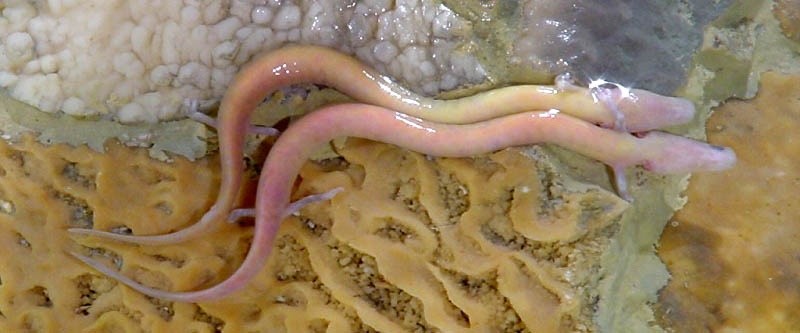
Protée anguillard trouvé dans la Grotte de Postojna ou dans les grottes de Choranche.

Les premiers spéléo-biologistes se sont étonnés de trouver des poissons, des crustacés (dont « fossiles vivants » et espèces antérieurement inconnues) et de nombreux microorganismes dans certains aquifères à des niveaux variés, souvent à proximité de la surface (jusqu'à plusieurs milliers d'individus par litre), mais parfois jusqu'à plus de 100 mètres de profondeur, notamment dans les environnements karstiques ou riches en rivières souterraines. À la fin des années 1950, T. Orghidan, biologiste allemand, considère qu'il s'agit d'un nouveau type d'habitat (Lebensraum), à part entière, où une grande partie des espèces découvertes dans ces milieux sont visiblement adaptées depuis des millions d'années à cet environnement aquatique et souterrain et non présentes par accident.
Cette science est née avec la découverte par les premiers spéléo-biologistes, dans les grottes souterraines d'une faune cavernicole aquatique composée de crustacés (dont des « fossiles vivants »), quelques espèces de poissons et d'autres espèces antérieurement inconnues.
Puis de nombreux micro-organismes ont été découverts dans certains aquifères, à des niveaux variés.
Ce n'est qu'à la fin du XXe siècle, avec la prise de conscience de la rapide dégradation des écosystèmes aquatiques qu'on a pris conscience de l'importance écologique potentielle des espaces sous-fluviaux. Avec les retombées des essais nucléaires des traceurs ont permis de savoir en combien de temps les eaux de surface sont arrivées dans les espaces sous-jacents aux fleuves.
T. Orghidan (biologiste roumain) a estimé qu'il y avait là un nouveau type d'habitat (Lebensraum), à part entière.
La pompe Bou-Rouch (inventée en 1967) par Bou et Rouch a permis de découvrir de nombreuses espèces d'une faunule jusqu’alors inédite. Il s'agit principalement de minuscules mollusques et crustacés, souvent blancs ou translucides vivant dans les petits interstices du lit caillouteux ou graveleux des cours d'eau
L'écologie souterraine a ainsi ajouté une dimension verticale sous le niveau du sol ; le compartiment sous-fluvial est maintenant aussi considéré comme un véritable corridor biologique souterrain, fonctionnellement et hydrologiquement couplé au fleuve, mais évoluant à un autre rythme. (on parle aussi de trame bleue en France et Belgique).
À la du XXe siècle, une prise de conscience de l'importance de la dégradation générale des écosystèmes aquatiques se fait, mais faute de connaissances suffisantes, le rôle des espaces sous-fluviaux et de leurs masses d'eau en tant qu'élément d'un réseau écologique est souvent non traité par exemple dans les documents de planification et d'application de la directive cadre sur l'eau en Europe.